# 翁国星
翁国星（1958年—），福建福清人，汉族，中华人民共和国政治人物、第十二届全国人民代表大会福建地区代表。
毕业于福建医科大学胸心血管外科专业。加入中国民主促进会，担任福建省立医院副院长。2008年，当选第十一届全国政协委员，代表医药卫生界，分入第四十五组。2013年，担任全国人大代表。2018年2月24日，当选为第十三届全国人大代表。